# Платинадилитий
Платинадили́тий — бинарное неорганическое соединение, интерметаллид
лития и платины
с формулой Li2Pt,
кристаллы.

## Получение
- Сплавление стехиометрических количеств чистых веществ в инертной атмосфере:

{\displaystyle {\mathsf {2Li+Pt\ \xrightarrow {955^{o}C} \ Li_{2}Pt}}}

## Физические свойства
Образует кристаллы гексагональной сингонии, пространственная группа P 6/mmm, параметры ячейки a = 0,4186 нм, c = 0,2661 нм, Z = 1, структура типа диборида алюминия AlB2.
Соединение образуется по перитектической реакции при температуре 955 °C.